# Кашина Рестели (Комо)
Кашина Рестели је насеље у Италији у округу Комо, региону Ломбардија.
Према процени из 2011. у насељу је живело 885 становника. Насеље се налази на надморској висини од 264 м.